# زندگی خصوصی هلن تروی
زندگی خصوصی هلن تروی یک فیلم صامت آمریکایی محصول ۱۹۲۷ دربارهٔ هلن است که بر اساس رمانی در ۱۹۲۵ به همین نام اثر جان ارسکاین ساخته شده است و توسط جرالد دافی روی پرده سینما اقتباس شده است. این فیلم به کارگردانی الکساندر کوردا ساخته شده است و ماریا کوردا در نقش هلن، لوئیس استون در نقش منلائوس و ریکاردو کورتز در نقش پاریس در این فیلم نقش آفرینی کرده‌اند.
درحالی که دوره فیلم صامت به پایانش نزدیک شده بود، این فیلم در سال ۱۹۲۹ اولین سال جوایز اسکار، در بخش بهترین نامگذاری نامزد دریافت جایزه اسکار شد. دافی در ۲۵ ژوئن ۱۹۲۸ درگذشت و اولین کسی بود که پس از مرگ نامزد دریافت جایزه اسکار شد. 
در همان سال، اولین «فیلم ناطق» جهان خواننده جاز برای معرفی صدا در فیلم جایزه افتخاری دریافت کرد و دسته ای که زندگی خصوصی هلن تروی نامزد آن بود، در دومین دوره جوایز اسکار حذف شد.  دو بخش از ابتدا و انتهای این فیلم، که در کل حدود ۲۷ تا ۳۰ دقیقه طول می‌کشد، براساس گزارش‌ها، همه چیزهایی هستند که در زندگی خصوصی هلن تروی سالم مانده‌اند. این بخش‌ها توسط انستیتو فیلم بریتانیا نگهداری می‌شوند.

## بازیگران
- ماریا کوردا - هلن
- لوئیس استون - منلاوئوس
- ریکاردو کورتز - پاریس
- جورج فاست - اتونئوس
- آلیس وایت - ادریست
- بیل الیوت - تله ماچوس
- تام اوبراین - اولیس
- برت اشپراته - آشیل
- ماریو کاریلو - آژاکس
- چارلز پافی - مالپوکی توراتورئادتوس
- جرج کوتسوناروس - هکتور
- امیلیو گورجاتو - سارپدون
- کنستانتین رومانوف - آنه
- آلیس آدیر - آفرودیت
- هلن فیروثر - آتنا